# 小行星15543
小行星15543（15543 Elizateel）是一颗绕太阳运转的小行星，为主小行星带小行星。该小行星于2000年2月29日发现。

## 轨道参数
小行星15543的轨道半长轴为2.6194581 UA，离心率为0.159。